# Liste de cris d'animaux
Pour un article plus général, voir Animal.
Pour les articles homonymes, voir Cri.
Voici une liste de cris d'animaux, ou de sons émis par des animaux.

## Par animal

### A-B
| Nom de l'animal | verbe                                       | conjugaison                                 | nom du cri                                                | Observation                             |
| --------------- | ------------------------------------------- | ------------------------------------------- | --------------------------------------------------------- | --------------------------------------- |
| Abeille         | bourdonner, vrombir                         | elle bourdonne, vrombit                     | le bourdonnement, le vrombissement                        | comme la guêpe                          |
| Agneau          | bêler                                       | il bêle                                     | le bêlement                                               | comme la chèvre, girafe, mouton, phoque |
| Aigle           | glatir, trompeter, trompéter ou trompetter) | il glatit, trompette ou trompète            | le glatissement, trompètement ou trompettement            | on trouve à tort glapit                 |
| Albatros        | piauler                                     | il piaule                                   | le piaulement                                             |                                         |
| Alouette        | grisoller, tirelier, tire-lirer, turlutter  | elle grisolle, tirelie, tire-lire, turlutte | le grisollement, tireliement, tire-lirement, turluttement | on trouve à tort turlute                |
| Âne             | braire                                      | il brait                                    | le braiment                                               | comme le manchot                        |
| Baleine         | chanter                                     | elle chante                                 | le chant                                                  |                                         |
| Bécasse         | coucouanner, crouler, croûter ou crouter    | elle coucouanne, croule, croûte ou croute   | le coucouannement, croulement, croutement                 | comme la bécassine                      |
| Bécassine       | crouler                                     | elle croule                                 | le croulement                                             | comme la bécasse                        |
| Belette         | belotter                                    | elle belotte                                | le belottement                                            |                                         |
| Bélier          | blatérer                                    | il blatère (lorsqu'il est en rut)           | le blatèrement                                            | comme le chameau                        |
| Biche           | raire, réer, bramer                         | elle rait, rée, brame                       | le rairement, réement, le brame                           | comme le cerf, le chevreuil et le daim  |
| Bœuf            | beugler, meugler, mugir                     | il beugle, meugle, mugit                    | le beuglement, meuglement, mugissement                    | comme la vache et le taureau            |
| Bouc            | chevroter, bégueter, bêler                  | il chevrote, béguète, bêle                  | le chevrotement, béguètement, bêlement                    | comme la chèvre                         |
| Brebis          | bêler                                       | elle bêle                                   | le bêlement                                               |                                         |
| Buffle          | beugler, mugir, souffler                    | il beugle, mugit, souffle                   | le beuglement, mugissement, soufflement                   | Soufflement: Comme le serpent           |
| Buse            | miauler, piauler, piauter                   | elle miaule, piaule, piaute                 | le miaulement, piaulement, piautement                     |                                         |
| Butor           | butir                                       | il butit                                    | le butissement                                            |                                         |

### C
| Nom de l'animal | verbe du cri | sa conjugaison | nom du cri | Observation                                                                        |
| --------------- | --- | --- | --- | ---------------------------------------------------------------------------------- |
| Caille          | cacaber, carcailler, courcailler, margauder ou margoter ou margotter, pituiter                                                | elle cacabe, carcaille, courcaille, margaude ou margote ou margotte, pituite                                            | le cacabement, courcaillet, margaudement ou margotement ou margottement, pituitement | le mâle margote en période de reproduction.                                        |
| Canard          | cancaner, caqueter, nasiller ou nasillonner                                                                                   | il cancane, caquette, nasille ou nasillonne                                                                             | le cancan, caquet ou caquetage, nasillement ou nasillonnement |                                                                                    |
| Cerf            | bramer, raire, râler, réer | il brame, rait, râle, rée                                                                                               | le brame, la bramée, le bramement, rairement, raller, réement | comme la biche, le chevreuil et le daim                                            |
| Chacal          | aboyer, japper, piauler | il aboie, jappe, piaule                                                                                                 | l'aboiement ou aboîment, jappage ou jappement, piaulement |                                                                                    |
| Chameau         | blatérer | il blatère | le blatèrement | comme le bélier                                                                    |
| Chat            | feuler, miauler, ronronner | il feule, miaule, ronronne                                                                                              | le feulement, miaulement, ronron ou ronronnement | ? Miaulement d'un chat [Fiche]                                                     |
| Chat-huant      | chuinter, huer, hululer ou ululer                                                                                             | il chuinte, hue, hulule ou ulule                                                                                        | le chuintement, huement, hululement ou ululement |                                                                                    |
| Chauve-souris   | grincer | elle grince | le grincement |                                                                                    |
| Cheval          | hennir | il hennit | le hennissement | comme le zèbre                                                                     |
| Chèvre          | bégueter, bêler, chevroter | elle béguète, bêle, chevrote                                                                                            | le béguètement, bêlement, chevrotement | elle béguète, chevrote comme le bouc                                               |
| Chevreuil       | aboyer, bramer, raire, râler, réer, roter                                                                                     | il aboie, brame, rait, râle, rée ou rait, rote                                                                          | l'aboiement, le brame, la bramée, le bramement, le rairement, le râle, le râlement, le réement, le rot | comme le cerf, la biche et le daim                                                 |
| Chien           | aboyer, babiller : vénerie, brailler : vénerie, clabauder, clattir, grogner, gronder, hurler, japper, nasiller ou nasillonner | il aboie, babille : vénerie, brailler : vénerie, clabaude, clattit, grogne, gronde, hurle, jappe, nasille ou nasillonne | l'aboiement ou aboîment, ou aboi ; la babillerie : vénerie, le braillement ou brailler : vénerie, la clabauderie, clattissement, grognement, grondement, hurlement ou hurlerie, jappage ou jappement, nasillement ou nasillonnement | Donne de la voix (chien courant ou chien d'arrêt) · ? Aboiement d'un chien [Fiche] |
| Chiot           | glapir, japper | il glapit, jappe | le glapissement, jappage ou jappement |                                                                                    |
| Chouette        | chuinter, hioquer, hôler, huer, hululer ou ululer, lamenter, frouer                                                           | elle chuinte, hioque, hôle, hue, hulule ou ulule, lamente, froue                                                        | le chuintement, hioquement, hôlement, huelement, huement, hululement ou ululement, lamentement, frouement |                                                                                    |
| Cigale          | chanter, conter, craqueter, criqueter, striduler                                                                              | elle chante, conte, craquète, cymbalise, criquète, stridule                                                             | le chant, conte, craquètement, criquètement, stridulement |                                                                                    |
| Cigogne         | claqueter, craquer, craqueter, glottorer                                                                                      | elle claquette, craque, craquète, glottore                                                                              | le claquetement, craquement, craquètement, glottorement |                                                                                    |
| Cochon          | couiner, grogner, grouiner | il couine, grogne, grouine                                                                                              | le couinement, grognement, grouinement |                                                                                    |
| Colibri         | zinzinuler | il zinzinule | le zinzinulement |                                                                                    |
| Colombe         | gémir, roucouler | elle gémit, roucoule | le gémissement, roucoulement |                                                                                    |
| Coq             | chanter, coqueliner, coqueriquer                                                                                              | il chante, coqueline : au point du jour, coquerique                                                                     | le chant, coquelinement, coqueriquement |                                                                                    |
| Coq de bruyère  | dodeldirer | il dodeldire | le dodeldirement |                                                                                    |
| Corbeau         | corailler, crailler, croailler, croasser, grailler, ramage                                                                    | il coraille, craille, croaille, croasse, graille, ramage                                                                | le coraillement, craillement ou croaillement, croaillement, croassement, graillement, ramage |                                                                                    |
| Corneille       | babiller, corbiner, crailler, criailler, croailler, croasser, grailler                                                        | elle babille, corbine, craille, criaille, croaille, croasse, graille                                                    | la babillerie, le corbinement, craillement, la criaillerie, le croaillement, croassement, le graillement |                                                                                    |
| Coucou          | coucouer, coucouler | il coucoue, coucoule | le coucouement, coucoulement |                                                                                    |
| Courlis         | beugler, siffler, turluter | il beugle, siffle, turlute                                                                                              | le beuglement, sifflement, turlutement |                                                                                    |
| Crapaud         | coasser, siffler | il coasse, siffle | le coassement, sifflement |                                                                                    |
| Crocodile       | lamenter, pleurer, vagir | il lamente, pleure, vagit                                                                                               | le lamentement, pleur, vagissement |                                                                                    |
| Criquet         | criqueter, striduler | il criquète, stridule                                                                                                   | le criquètement, stridulement |                                                                                    |
| Cygne           | drenser ou drensiter, siffler, trompeter                                                                                      | il drense ou drensite, siffle, trompette                                                                                | le drensement ou drensitement, sifflement, trompetement |                                                                                    |

### D-H
| Nom de l'animal | verbe du cri                                                                            | sa conjugaison                                                                      | nom du cri | Observation                             |
| --------------- | --------------------------------------------------------------------------------------- | ----------------------------------------------------------------------------------- | --- | --------------------------------------- |
| Le daim         | bramer, raire, râler, réer                                                              | il brame, rait, râle, rée                                                           | le brame, la bramée, le bramement, rairement, raller, réement                                                          | comme le cerf, la biche et le chevreuil |
| Le dauphin      | siffler                                                                                 | il siffle                                                                           | le sifflement |                                         |
| Le dindon       | glougloter ou glouglouter, glousser                                                     | il glouglote ou glougloute, glousse                                                 | le glouglou, gloussement, glougloutement                                                                               |                                         |
| Le dugong       | chanter                                                                                 | il chante                                                                           | le chant | comme le lamantin                       |
| L'éléphant      | baréter, barrir, barrisser, barronner                                                   | il barète (lorsqu'il est contrarié), barrit, barronne                               | le baret, barrissement ou barrit, barronnement                                                                         |                                         |
| L'épervier      | glapir, grailler, pialer, tirailler                                                     | il glapit, graille, piale, tiraille                                                 | le glapissement, graillement, pialement, tiraillement                                                                  | on trouve à tort piaule                 |
| L'étourneau     | pisoter, jaser                                                                          | il pisote, jase                                                                     | le pisotement, le jasement                                                                                             |                                         |
| Le faisan       | criailler, glapir, piailler                                                             | il criaille, glapit, piaille                                                        | la criaillerie, le glapissement, piaillement                                                                           |                                         |
| Le faon         | piauler, râler, huir                                                                    | il piaule, râle, huit                                                               | le piaulement, le râle, le huissement                                                                                  | (piaulement, pour le faon de chevreuil) |
| Le faucon       | huir, réclamer                                                                          | il huit, réclame                                                                    | le huissement, réclamement                                                                                             |                                         |
| La fauvette     | chanter, zinzinuler, babiller                                                           | elle chante, zinzinule, babille                                                     | le chant, zinzinulement, la babillerie                                                                                 |                                         |
| Le freux        | croasser, croailler, grailler                                                           | il croasse, croaille, graille                                                       | le croassement, croaillement, graillement                                                                              |                                         |
| Le geai         | cacarder, cageoler ou cajoler, cajoler, cocarder, frigoter, friguloter, fringole, jaser | il cacarde, cageole ou cajole, cocarde, frigotte, frigulote, fringote, gajole, jase | le cacardement, cageolement ou cajolement, cocardement, fringolement, frigulotement, fringotement, jasement ou jaserie |                                         |
| La gélinotte    | glousser                                                                                | elle glousse                                                                        | le gloussement |                                         |
| La girafe       | meugler, bêler, mugir                                                                   | elle meugle, bêle, mugit                                                            | le meuglement, bêlement, mugissement                                                                                   |                                         |
| Le goéland      | pleurer, railler                                                                        | il pleure, raille                                                                   | le pleur, raillement                                                                                                   |                                         |
| La grenouille   | coasser                                                                                 | elle coasse                                                                         | le coassement | comme le crapaud                        |
| Le grillon      | craqueter, crier, crisser, grésiller, striduler, grésillonner                           | il craquète, crie, crisse, grésille, grésillonne, stridule                          | le craquètement, cri, crissement, grésillement, grésillonnement, la stridulation                                       |                                         |
| La grive        | babiller                                                                                | elle babille                                                                        | la babillerie | .                                       |
| La grue         | claqueter, craquer, craqueter, glapir, trompeter                                        | elle claquette, craque, craquète, glapit, trompette                                 | le claquetement, craquement, craquètement, glapissement, trompètement                                                  |                                         |
| La guêpe        | bourdonner, vrombir                                                                     | elle bourdonne, vrombit                                                             | le bourdonnement, le vrombissement                                                                                     | comme l'abeille                         |
| Le héron        | huer                                                                                    | il hue                                                                              | le huement |                                         |
| Le hibou        | boubouler, bubuler, frouer, huer, hululer ou ululer, miauler, tutuber                   | il bouboule, bubule, froue, hue, hulule ou ulule, miaule, tutube, froue             | le boubelement, bubulement, frouement, huement, hululement ou ululement, miaulement, tutubement, frouement             |                                         |
| L'hippopotame   | grogner                                                                                 | il grogne                                                                           | le grognement |                                         |
| L'hirondelle    | gazouiller, triduler, trisser, truissoter                                               | elle gazouille, tridule, trisse, truissote                                          | le gazouillement, tridulement, trissement, truissotement                                                               |                                         |
| La hulotte      | hôler, huer, hululer ou ululer, lamenter                                                | elle hôle, hue, hulule ou ulule, lamente                                            | l'hôlement, huement, hululement ou ululer, lamentement                                                                 |                                         |
| La huppe        | pupuler, puputer                                                                        | elle pupule, pupute                                                                 | le pupulement, puputement                                                                                              |                                         |
| La hyène        | hurler, ricaner                                                                         | elle hurle, ricane                                                                  | le hurlement ou hurlerie, ricanement ou ricanerie                                                                      |                                         |

### I-O
| Nom de l'animal                                         | verbe du cri                                                                                         | sa conjugaison                                                                                 | nom du cri | Observation                       |
| ------------------------------------------------------- | --- | ---------------------------------------------------------------------------------------------- | --- | --------------------------------- |
| Le jars                                                 | cacarder, cagnarder, criailler, jargonner                                                            | il cacarde, cagnarde, criaille, jargonne                                                       | le cacardement, cagnardement, la criaillerie, le jargonnement                                                             |                                   |
| Le lama                                                 | hennir                                                                                               | il hennit                                                                                      | le hennissement |                                   |
| Le lamantin appelé aussi « sirène » ou « vache de mer » | chanter                                                                                              | il chante                                                                                      | le chant |                                   |
| Le lapin                                                | clapir, couiner, glapir                                                                              | il clapit, couine, glapit                                                                      | le clapissement, couinement, glapissement                                                                                 |                                   |
| Le lièvre                                               | couiner, vagir                                                                                       | il couine, vagit                                                                               | le couinement, vagissement                                                                                                |                                   |
| Le lion                                                 | grogner, rugir                                                                                       | il grogne, rugit                                                                               | le grognement, rugissement                                                                                                |                                   |
| Le loriot                                               | siffler                                                                                              | il siffle                                                                                      | le sifflement |                                   |
| Le loup                                                 | grogner, hurler                                                                                      | il grogne, hurle                                                                               | le grognement, hurlement ou hurlerie                                                                                      |                                   |
| Le manchot                                              | braire, jaboter                                                                                      | il brait, jabote                                                                               | le braiment, jabotage | il brait comme l'âne et le baudet |
| La marmotte                                             | siffler                                                                                              | elle siffle                                                                                    | le sifflement |                                   |
| Le merle                                                | appeler, babiller, bavarder, chanter, flûter, jaser, siffler                                         | il appelle, babille, bavarde, chante, flûte, jase, siffle                                      | l'appel, la babillerie, le bavardage, chant, flûtement, jasement ou jaserie, sifflement                                   | ? Chant du merle [Fiche]          |
| La mésange                                              | titiner, zinzinuler, zinzibuler                                                                      | elle titine, zinzinule, zinzibule                                                              | le titinement, zinzinulement, zinzibulement                                                                               |                                   |
| Le milan                                                | huir                                                                                                 | il huit                                                                                        | le huissement |                                   |
| Le moineau                                              | chucheter, chuchoter, pépier, piailler                                                               | il chuchète, chuchote, pépie, piaille                                                          | le chuchètement, chuchotement, pépiement, piaillement                                                                     |                                   |
| La mouche                                               | bourdonner, vrombir                                                                                  | elle bourdonne, vrombit                                                                        | le bourdonnement, vrombissement                                                                                           | comme l'abeille ou la guêpe       |
| Le mouton                                               | bêler                                                                                                | il bêle                                                                                        | le bêlement |                                   |
| L'œdicnème                                              | crier                                                                                                | il crie                                                                                        | le cri |                                   |
| L'oie                                                   | cacarder, cagnarder, criailler, glousser, siffler                                                    | elle cacarde, cagnarde, criaille, glousse, siffle                                              | le cacardement, cagnardement, la criaillerie, le gloussement, sifflement                                                  |                                   |
| L'oiseau                                                | babiller, chanter, gazouiller : petits oiseaux, jaboter, pépier, piailler, piauler, ramager, siffler | il babille, chante, gazouille : petits oiseaux, jabote, pépie, piaille, piaule, ramage, siffle | la babillerie, le chant, gazouillement : petits oiseaux, jabotage, pépiement, piaillement, piaulement, ramage, sifflement |                                   |
| L'orque                                                 | chanter                                                                                              | elle chante                                                                                    | le chant |                                   |
| L'otarie                                                | grogner, rugir, bêler                                                                                | elle grogne, rugit, bêle                                                                       | le grognement, rugissement, bêlement                                                                                      |                                   |
| L'ours                                                  | grogner, gronder, grommeler, hurler                                                                  | il grogne, gronde, grommelle, hurle                                                            | le grognement, grondement, hurlement ou hurlerie                                                                          |                                   |

### P-Q
| Nom de l'animal   | verbe du cri | sa conjugaison | nom du cri | Observation                                           |
| ----------------- | --- | --- | --- | ----------------------------------------------------- |
| La palombe        | caracouler, concouréger, jaboter, roucouler                                                                     | elle caracoule, coucourège, jabote, roucoule | le caracoulement, concourègement, jabotage, roucoulement |                                                       |
| La panthère       | feuler, miauler, rugir                                                                                          | elle feule, miaule, rugit | le feulement, miaulement, rugissement |                                                       |
| Le paon           | brailler, criailler, paoner                                                                                     | il braille, criaille, paonne | le braillement ou le brailler, la criaillerie, le paonement                                                                                                 |                                                       |
| La perdrix        | brourir, cacaber, glousser, pirouiter, rappeler                                                                 | elle brourit, cacabe, glousse, pirouitte, rappelle | le brourissement, cacabement, gloussement, pirouittement, rappel                                                                                            |                                                       |
| Le perroquet      | cancaner, causer, crailler, craquer, croailler, croasse, jaser, parler, piailler, siffler                       | il cancane, cause, craille, craque, croaille, croasse, jase, parle, piaille, siffle | le cancan, la causerie, le craillement, craquement, croaillement, croassement, jasement ou jaserie, parlé, piaillement, sifflement                          |                                                       |
| La perruche       | jaboter, jacasser, siffler                                                                                      | elle jabote, jacasse, siffle | le jabotage, jacassement, sifflement |                                                       |
| Le phoque         | bêler, grogner, rugir                                                                                           | il bêle, grogne, rugit | bêlement, grognement, rugissement |                                                       |
| Le pic vert       | picasser, peupleuter, pleupeuter                                                                                | il picasse, peupleute, pleupeute | le picassement, peupleutement, pleupeutement |                                                       |
| La pie            | agasser, bavarder, cageoler ou cajoler, causer, jacasser, jaser                                                 | elle agasse, bavarde, cageole ou cajole, cause, jacasse, jase | l'agassement, bavardage, cageolement ou cajolement, la causerie, le jacassement, jasement ou jaserie                                                        |                                                       |
| Le pigeon         | caracouler, concouréger, jaboter, roucouler, frouer                                                             | il caracoule, concourège, jabote, roucoule, froue | le caracoulement, concourègement, jabotage, roucoulement, frouement                                                                                         |                                                       |
| Le pingouin       | braire, jaboter                                                                                                 | il brait, jabote | le braiment, jabotage | il brait comme l'âne et le baudet                     |
| Le pinson         | frigoter, ramager, siffler                                                                                      | il frigotte, ramage, siffle | le frigotement, fringottement, ramage, sifflement |                                                       |
| La pintade        | cacaber, criailler                                                                                              | elle cacabe, criaille | le cacabement, la criaillerie |                                                       |
| Le pipit farlouse | turluter | il turlute | le turlutement |                                                       |
| Le porc           | brailler (lorsqu'on le saigne), couiner, grogner, grouiner                                                      | il braille (lorsqu'on le saigne), couine, grogne, grouine | le braillement ou le brailler (lorsqu'on le saigne), couinement, grognement, grouinement                                                                    |                                                       |
| La poule          | cagneter, caqueter, claqueter, cloquer, clousser, cocailler, coclorer, codéquer, coucasser, crételler, glousser | elle cagnette, caquette (quand elle pond), claquette (avant la ponte), cloque (quand elle parle à ses poussins dans l'œuf), clousse (quand elle couve), cocaille, coclore, codèque, coucasse, crételle (après la ponte), glousse : lorsqu'elle veut couver ou appelle ses poussins | le cagnètement, caquet ou caquetage, claquètement, cloquement, cloussement, cocaillement, coclorement, codèquement, coucassement, crétellement, gloussement | Il lui arrive même, rarement, de chanter comme un coq |
| Le poulet         | piailler, piauler                                                                                               | il piaille, piaule | le piaillement, piaulement |                                                       |
| Le pourceau       | grognonner | il grognonne | le grognonnement |                                                       |
| Le poussin        | pépier, piailler, piauler                                                                                       | il pépie, piaille, piaule | le pépiement, piaillement, piaulement |                                                       |

### R-Z
| Nom de l'animal | verbe du cri                                         | sa conjugaison                                     | nom du cri                                                                    | Observation                 |
| --------------- | ---------------------------------------------------- | -------------------------------------------------- | ----------------------------------------------------------------------------- | --------------------------- |
| Le ramier       | caracouler, concouréger, gémir, roucouler            | il caracoule, concourège, gémit, roucoule          | le caracoulement, concourègement, gémissement, roucoulement                   |                             |
| Le rat          | couiner, chicoter, piauler                           | il couine, chicote, piaule                         | le couinement, chicotement, piaulement                                        |                             |
| Le renard       | glapir, japper, trompeter                            | il glapit, jappe, trompette                        | le glapissement, jappage ou jappement, trompètement                           |                             |
| Le rhinocéros   | baréter, barrir                                      | il barète, barrit                                  | le barètement, barrissement                                                   |                             |
| Le roitelet     | zinzinuler                                           | il zinzinule                                       | le zinzinulement                                                              |                             |
| Le rossignol    | chanter, gringotter, quiritter, rossignoler, triller | il chante, gringotte, quiritte, rossignole, trille | le chant, gringottement, quirittement, rossignolement, trillement             |                             |
| Le sanglier     | grommeler, grogner, nasiller ou nasillonner          | il grommelle, grogne, nasille ou nasillonne        | le grommellement, grognement, nasillement ou nasillonnement                   |                             |
| La sarcelle     | truffler                                             | elle truffle                                       | le trufflement                                                                |                             |
| La sauterelle   | striduler                                            | elle stridule                                      | le stridulement                                                               |                             |
| Le serin        | gringoter, ramager, triller                          | il gringotte, ramage, trille                       | le gringotement, le ramage, trillement                                        |                             |
| Le serpent      | siffler, souffler                                    | il siffle, il souffle                              | le sifflement, le soufflement                                                 |                             |
| Le singe        | crier, hurler, piailler                              | il crie, hurle, piaille                            | le cri, hurlement ou hurlerie, piaillement                                    |                             |
| La souris       | chicoter, couiner                                    | elle chicote, couine                               | le chicotement, couinement                                                    |                             |
| Le taureau      | beugler, meugler, mugir                              | il beugle, meugle, mugit                           | le beuglement, meuglement, mugissement                                        | comme le bœuf et la vache   |
| Le tigre        | feuler, miauler, râler, rauquer, ronronner, rugir    | il feule, miaule, râle, rauque, ronronne, rugit    | le feulement, miaulement, raller, rauque, ronron ou ronronnement, rugissement |                             |
| La tourterelle  | caracouler, gémir, roucouler                         | elle caracoule, gémit, roucoule                    | le caracoulement, gémissement, roucoulement                                   |                             |
| La vache        | beugler, meugler, mugir                              | elle beugle, meugle, mugit                         | le beuglement, meuglement, mugissement                                        | comme le bœuf et le taureau |
| Le zèbre        | hennir                                               | il hennit                                          | le hennissement                                                               | comme le cheval             |

## Par cri
En italique : à vérifier, pas de référence.
- l'aboiement ou aboîment ou aboi : chacal, chien : n'existe pas chez les chiens sauvages (élan et antilopes en termes de chasse)
- l'agassement : pie[4]
- l'appel : merle
- la babillerie : corneille, fauvette, grive, merle, oiseau, (chien en vénerie)
- le baret : éléphant, rhinocéros
- le barrissement ou barrit : éléphant, rhinocéros
- le bavardage : pie, merle
- le béguètement : bouc, chèvre
- le bêlement : brebis, bouc, chèvre, girafe, mouton, otarie, phoque
- le belottement : belette
- le beuglement : bœuf, buffle, courlis, taureau, vache
- le blatèrement : bélier (lorsqu'il est en rut), chameau
- le boubelement : hibou
- le bourdonnement : abeille, guêpe, mouche
- le braiement : âne, manchot, pingouin
- le braillement ou le brailler : chien (vénerie), paon, porc (lorsqu'on le saigne)
- le brame, la bramée, le brament : biche, cerf, chevreuil, daim
- le brourissement : perdrix
- le bubulement : hibou
- le butissement : butor
- le cacabement : caille, perdrix, pintade
- le cacardement : geai, jars, oie
- le cageolement ou cajolement : geai, pie
- le cagnardement : jars, oie
- le cagnetement : poule
- le cancan : canard, perroquet
- le caquètement : canard, poule
- le caracoulement : colombe, pigeon, ramier, tourterelle
- la causerie : perroquet, pie
- le chant : alouette, baleine, cigale, coq, cygne, fauvette, grillon, lamantin, merle, oiseau, orque, poule (rarement), rossignol
- le chevrotement : bouc, chèvre
- le chicotement : rat, souris
- le chuchètement : moineau, oiseau
- le chuchotement : moineau, oiseau
- le chuintement : chat-huant, chouette
- la clabauderie : chien
- le clapissement : lapin
- le claquetement : cigogne, grue, poule
- le clattissement : chien
- le cloquement : poule
- le cloussement : poule
- le coassement : crapaud, grenouille
- le cocaillement : poule
- le cocardement : geai
- le coclorement : poule
- le codèquement : poule
- le concourègement : colombe, pigeon, ramier
- le conte : cigale
- le coquelinement : coq : au point du jour
- le coqueriquement : coq
- le coraillement : corbeau
- le corbinement : corneille
- le coucassement : poule
- le coucouannement : bécasse
- le coucouement : coucou
- le coucoulement : coucou
- le couinement : cochon, lapin, lièvre, porc, rat, souris
- le courcaillet : caille
- le craillement ou croaillement : corbeau, corneille, perroquet
- le craquement : cigogne, grue, perroquet
- le craquètement : cigale, cigogne, grillon, grue
- le crétellement : poule
- le cri : grillon, œdicnème, singe
- la criaillerie : corneille, faisan, jars, oie, paon, pintade
- le criquètement : cigale, criquet,
- le crissement : grillon
- le coaillement : corbeau, corneille, freux, perroquet
- le croassement : corbeau, corneille, freux, perroquet
- le croulement : bécasse, bécassine
- le croutement : bécasse
- le dodeldirement : coq de bruyère
- le drensement ou drensitement : cygne
- le feulement : chat, panthère, tigre
- le flûtement : merle
- le frigulotement : geai
- le fringolement : geai
- le frigotement : geai, pinson
- le frouement : hibou
- le gajolement : geai
- le gazouillement : hirondelle, oiseau
- le gémissement : colombe, tourterelle, ramier
- le glapissement : chiot, épervier, faisan, grue, lapin, renard
- le glatissement : aigle
- le glottorement : cigogne.
- le glouglou : dindon
- le gloussement (autrefois glossement) : dindon, gélinotte, oie, perdrix, poule : lorsqu'elle veut couver ou appelle ses poussins
- le graillement : corbeau, freux, corneille, épervier
- le grésillement : grillon
- le grésillonnement : grillon
- le grincement : chauve-souris
- le gringottement : rossignol
- le gringotement : serin
- le grisollement : alouette
- le grognement : chien, cochon, hippopotame, lion, loup, ours, otarie, phoque, porc, rhinocéros, sanglier
- le grognonement : pourceau
- le grommellement : ours, sanglier
- le grondement : chien, ours
- le grouinement : porc
- le hennissement : cheval, lama, zèbre
- le hioquement : chouette
- le hôlement : chouette, hulotte
- le huelement : chouette
- le huement : chat-huant, chouette, héron, hibou, hulotte
- le huissement : faon, faucon, milan
- le hululement ou ululement : chat-huant, chouette, hibou, hulotte (oiseaux de nuit)
- le hurlement ou hurlerie : chien, hyène, loup, ours, singe
- le jabotage : manchot, oiseau, palombe, perruche, pigeon, pingouin
- le jacassement : perruche, pie
- le jappage ou jappement : chacal, chien, chiot, renard
- le jargonnement : jars
- le jasement ou jaserie : étourneau, geai, merle, perroquet, pie
- le lamentement : chouette, crocodile, hulotte
- le margaudement ou margotement ou margottement : caille
- le meuglement : bœuf, buffle, girafe, taureau, vache (bovins en général)
- le miaulement : buse, chat, hibou, panthère, tigre
- le mugissement : bœuf, taureau, buffle, girafe, taureau, vache (bovins en général)
- le nasillement ou nasillonnement : canard, chien, sanglier
- le paonement : paon
- le parlé : perroquet
- le pépiement : moineau, oiseau, poussin
- le peupleutement : pic vert
- le pialement : épervier
- le piaillement : faisan, moineau, oiseau, perroquet, poulet, poussin, singe
- le piaulement : albatros, buse, chacal, oiseau, poulet, poussin, rat
- le picassement : pic vert
- le pirouittement : perdrix
- le pisotement : étourneau
- le pituitement : caille
- le pleupeutement : pic vert
- le pleur : crocodile, goéland
- le pupulement : huppe
- le puputement : huppe
- le quiritement : rossignol
- le raillement : goéland
- le rairement : biche, cerf : en rut, chevreuil, daim
- le raller : cerf, chevreuil, daim, faon, tigre
- le ramage : corbeau, oiseau, pinson, serin
- le rappel : perdrix
- le rauque : tigre
- le réclamement : faucon. Bruit que l'on fait pour le faire revenir au leurre ou sur le poing
- le réement : biche, cerf, chevreuil, daim
- le ricanement ou ricanerie : hyène
- le ronron ou ronronnement : chat, tigre (grondement de satisfaction)
- le rossignolement : rossignol
- le rot : chevreuil
- le roucoulement : colombe, palombe, pigeon, ramier, tourterelle
- le rugissement : lion, otarie, panthère, phoque, tigre
- le sifflement : courlis, crapaud, cygne, dauphin, loriot, marmotte, merle, oie, oiseau, perroquet, perruche, pinson, serpent
- le soufflement : buffle, serpent.
- le stridulement : cigale, criquet, sauterelle
- le tiraillement : épervier
- le tireliement : alouette
- le tire-lirement : alouette
- le titinement : mésange
- le tridulement : hirondelle
- le trillement : rossignol, serin
- le trissement : hirondelle
- le trompetement : aigle, cygne, grue, renard
- le trufflement : sarcelle
- le truissotement : hirondelle
- le turlutement : alouette, courlis, pipit farlouse
- le tutubement : hibou
- le vagissement : crocodile, lièvre
- le vrombissement : abeille, guêpe, mouche
- le zinzinulement : colibri, fauvette, mésange, roitelet

## Particularités
La carpe est proverbialement muette (d'où l'expression « être muet comme une carpe »), mais certains poissons émettent des bruits, par exemple avec leurs dents (gaterins), leur sphincter (harengs) ou avec leurs nageoires (grondins) ; le maigre « seille » en agissant sur un muscle qui fait résonner sa vessie natatoire.